# ズーグレア属
ズーグレア属（ズーグレアぞく、Zoogloea）はPseudomonadota門ベータプロテオバクテリア綱ロドシクルス目ズーグレア科の属の一つである。ズーグレア科のタイプ属であり、グラム陰性の極鞭毛を持つ非芽胞形成偏性好気性桿菌である。基準種はズーグレア・ラミゲラ。かつてはシュードモナス科に分類されていた。
グルコースやガラクトースなどからなる粘度の高い多糖の層を形成してその中で群落を作る特徴があり、汚水中でフロックを形成する。この性質を利用して活性汚泥処理で用いられる。

## 下位分類（種）
ロドシクルス属は以下の種を含む(2024年9月現在)。
- Zoogloea caeni　ズーグレア・カエニ

Shao et al. 2009 (IJSEMリストに掲載 2009)
- Zoogloea dura　ズーグレア・デュラ

Dahal et al. 2020 (IJSEMリストに掲載 2021)
- Zoogloea oleivorans　ズーグレア・オレイボランス

Farkas et al. 2015 (IJSEMリストに掲載 2015)
- Zoogloea oryzae　ズーグレア・オリザエ

Xie & Yokota 2006 (IJSEMリストに掲載 2006)、修正　Dahal et al. 2020 (IJSEMリストに掲載 2021)
- Zoogloea ramigera　ズーグレア・ラミゲラ

Itzigsohn 1868 (IJSEMリストに掲載 1980)、修正　Dahal et al. 2020 (IJSEMリストに掲載 2021)
- Zoogloea resiniphila　ズーグレア・レシニフィラ

Mohn et al. 1999 (IJSEMリストに掲載 1999)